# 젖 짜기

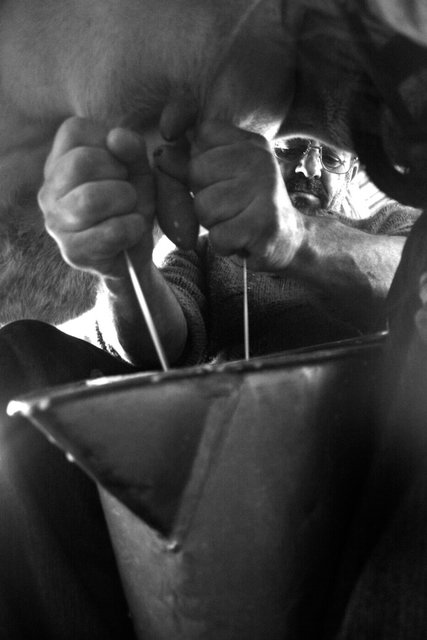
손으로 젖 짜기

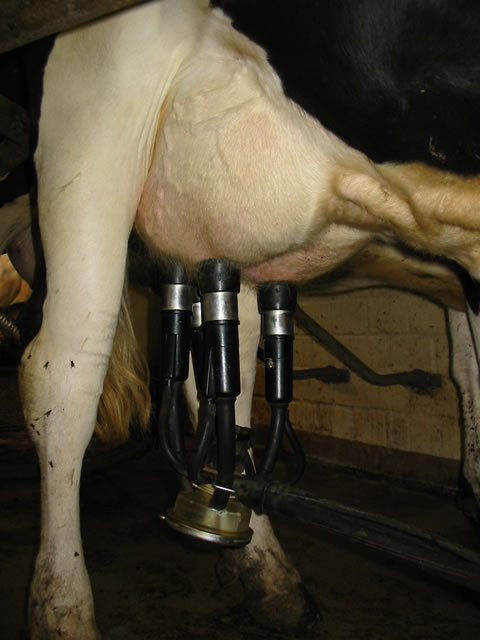
기계를 이용하여 젖 짜기

젖 짜기, 착유, 밀킹(milking)은 소, 물소, 사람, 염소 (동물), 양, 그리고 드물게는 낙타, 말 (동물), 당나귀의 젖샘에서 젖을 추출하는 행위이다. 젖 짜기는 손이나 기계로 이루어질 수 있으며 동물이 현재 또는 최근에 임신 중이어야 한다. 젖을 짜는 자는 착유자 또는 밀커(milker)로 부르며 젖을 생산하는 동물 또는 해당 동물의 젖을 짜는 사람을 가리킨다.

## 손으로 젖 짜기
손으로 젖을 짤 경우, 젖꼭지를 마사지하고 아래로 당겨 젖을 양동이에 짜내는 방식이다.
- 젖꼭지의 윗부분을 손가락과 엄지손가락으로 꽉 쥐고 아래쪽 부분에 젖을 가둔 다음 다른 손가락으로 짜내면서 젖꼭지 끝의 구멍을 통해 젖을 뿜어낸다.
- 젖꼭지의 윗부분을 손가락과 엄지손가락으로 꽉 막은 다음 젖꼭지 아래로 밀어 젖을 바닥쪽으로 밀어낸다.

## 기계를 이용한 젖 짜기
선진국의 대부분의 착유는 착유기를 사용하여 이루어진다. 젖소의 젖꼭지에 젖꼭지 컵을 부착한 다음 컵을 진공 상태와 일반 공기압으로 번갈아가며 젖을 추출한다. 젖은 여과되고 냉각된 후 저장을 위해 대용량 젖 탱크에 추가된다.
평균 착유 시간은 5~7분이며, 소는 하루에 2~3회 기계로 착유할 수 있다.
기존 로봇 착유는 소가 착유 시기를 자유롭게 결정할 수 있도록 허용했지만 여전히 사람과 접촉해야 한다.
기계 착유의 알려진 부작용은 젖소의 유방염이다. 비멸균된 기계는 젖꼭지에 박테리아를 유입시켜 감염을 일으킬 수 있다. 또 다른 부작용은 기계에 의한 물리적인 젖꼭지 손상이다.

## 같이 보기
- 유축기